# Mad Love (álbum de Draco Rosa)
Mad Love es un álbum conceptual de Draco Rosa lanzado en 2004.

## Historia
En 2004, Draco preparaba el lanzamiento de un proyecto ambicioso titulado Mad Love, álbum que le permitió ser reconocido fuera de Latinoamérica, siendo muy popular en Europa. La mayoría de canciones están en inglés y tuvieron colaboración con varios artistas internacionales. El álbum incluyó dos vídeos dirigidos por Angela Alvarado, "Dancing in the Rain" and "Lie Without a Lover". Además, el vídeo de la canción "Más y más" obtuvo con un Premio Grammy Latino como Mejor Video.

## Lista de canciones
| Mad Love |                        |          |  |
| N.º      | Título                 | Duración |  |
| 1.       | «Dancing in The Rain»  | 4:59     |  |
| 2.       | «Lie Without a Lover»  | 5:11     |  |
| 3.       | «Crash Push»           | 3:30     |  |
| 4.       | «My Eyes Adore You»    | 3:58     |  |
| 5.       | «Cómo Me Acuerdo»      | 4:10     |  |
| 6.       | «Heaven Can Wait»      | 2:58     |  |
| 7.       | «This Time»            | 3:27     |  |
| 8.       | «California»           | 4:39     |  |
| 9.       | «Try Me»               | 3:18     |  |
| 10.      | «Solitary Man»         | 3:55     |  |
| 11.      | «Never Know The Truth» | 3:02     |  |
| 12.      | «Do You Remember»      | 4:28     |  |
| 13.      | «Mad Love»             | 7:12     |  |
| 14.      | «Commitment #4»        | 6:46     |  |
| 15.      | «Más y más»            | 3:31     |  |
| 16.      | «Noche Fría»           | 3:34     |  |